# Chouppes

Chouppes este o comună în departamentul Vienne, Franța. În 2009 avea o populație de 745 de locuitori.